# Yutthana Polsak
Yutthana Polsak (21 marzo 1970) è un ex calciatore ed ex giocatore di calcio a 5 thailandese.

## Carriera
Utilizzato nel ruolo di giocatore di movimento, come massimo riconoscimento in carriera ha la partecipazione con la Nazionale di calcio a 5 della Thailandia al FIFA Futsal World Championship 2000 in Guatemala dove la nazionale asiatica si è fermata al primo turno, eliminata nel girone comprendente Paesi Bassi, Egitto e Uruguay.